# Michael Mosley (Schauspieler)

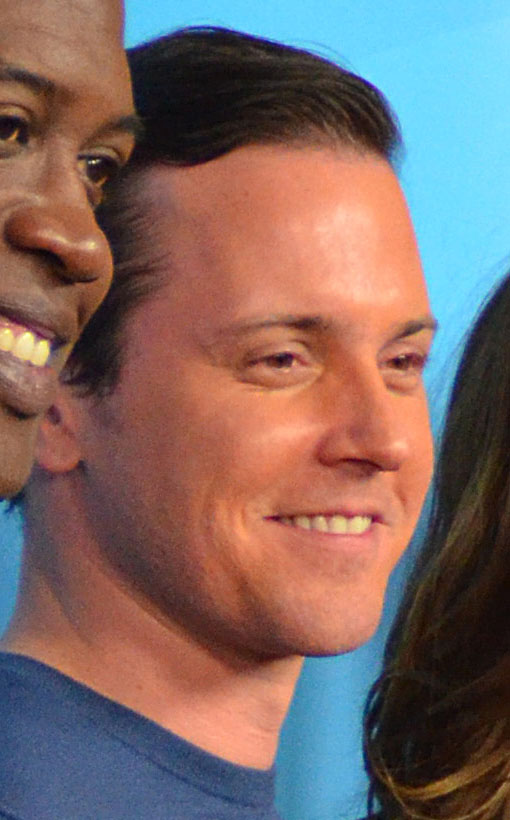
Michael Mosley, 2015

Michael Mosley (* 16. September 1978 in Iowa City, Iowa) ist ein US-amerikanischer Schauspieler.

## Leben
Mosley debütierte im Jahr 2001 in der Fernsehserie The Education of Max Bickford, in der er in drei Folgen auftrat. Nach einigen Gastauftritten in Fernsehserien spielte er in dem Horrorfilm The Bog Creatures eine größere Rolle. Größere Auftritte hatte er auch in der Komödie Building Girl und in dem Filmdrama Room 314.
Der Thriller The Insurgents, in dem Mosley neben John Shea, Mary Stuart Masterson und Juliette Marquis in einer der Hauptrollen auftrat, erhielt unter anderen den German Independence Award des Internationalen Filmfestes Oldenburg. In den Jahren 2006 und 2007 war Mosley in der Fernsehserie Kidnapped als FBI-Agent zu sehen. Außerdem führte er im Jahr 2006 Regie bei der Komödie No Room for Groceries.
Mosley wurde im Juli 2009 für den Spin-off der Fernsehserie Scrubs – Die Anfänger, Scrubs – Med School engagiert. In seiner Rolle als Drew war er einer der neuen Hauptdarsteller, die nach dem Abgang vieler Darsteller aus der Besetzung der Originalserie etabliert werden sollten.

## Filmografie (Auswahl)
- 2003: The Bog Creatures
- 2005: Building Girl
- 2005: Swimmers
- 2006: Alpha Mom
- 2006: The Big Bad Swim
- 2006: Room 314
- 2006: The Insurgents
- 2006–2007: Kidnapped – 13 Tage Hoffnung (Kidnapped, Fernsehserie, 13 Folgen)
- 2007: Goodbye Baby
- 2008: 27 Dresses
- 2008: Zufällig verheiratet (The Accidental Husband)
- 2008: The Wire (Fernsehserie, Folge 5x09)
- 2009: Kings (Fernsehserie, 4 Folgen)
- 2009: Selbst ist die Braut (The Proposal)
- 2009: The Mentalist (Fernsehserie, Folge 1x23)
- 2009–2010: Scrubs – Die Anfänger (Scrubs, Fernsehserie, 13 Folgen)
- 2010: The Closer (Fernsehserie, Folge 6x11)
- 2010: Law & Order: LA (Fernsehserie, Folge 1x05)
- 2010, 2012, 2015: Castle (Fernsehserie, 4 Folgen)
- 2011: Justified (Fernsehserie, 3 Folgen)
- 2011: Happy Endings (Fernsehserie, Folge 1x03)
- 2011–2012: Pan Am (Fernsehserie, 14 Folgen)
- 2012: 30 Rock (Fernsehserie, Folgen 6x21–6x22)
- 2012: Revolution (Fernsehserie, Folge 1x03)
- 2012–2013: Longmire (Fernsehserie, 4 Folgen)
- 2014–2015: Sirens (Fernsehserie, 23 Folgen)
- 2015: Miss Bodyguard – In High Heels auf der Flucht (Hot Pursuit)
- 2016: Elementary (Fernsehserie, Folge 4x17)
- 2017–2018: Ozark (Fernsehserie, 9 Folgen)
- 2018: Seven Seconds (Fernsehserie, 10 Folgen)
- 2018: Peppermint: Angel of Vengeance (Peppermint)
- 2019: Sister Aimee
- 2019–2020: Criminal Minds (Fernsehserie, 6 Folgen)
- 2019: Titans (Fernsehserie, 4 Folgen)
- 2019: Brooklyn Nine-Nine (Fernsehserie, Folge 6x06)
- 2020: Next (Fernsehserie, 10 Folgen)
- 2021: The Sinner (Fernsehserie, 8 Folgen)
- 2022: The Calling (Fernsehserie, 8 Folgen)